# Heteronotia
Heteronotia is een geslacht van hagedissen dat behoort tot de gekko's (Gekkota) en de familie Gekkonidae.

## Naam en indeling
De wetenschappelijke naam van de groep werd voor het eerst voorgesteld door Heinz Wermuth in 1965. De hagedissen werden eerder aan andere geslachten toegekend, zoals Heteronota, Eublepharis, Gymnodactylus, Phyllodactylus, Hoplodactylus, Pentadactylus en Discodactylus. Er zijn vijf soorten, inclusief de pas in 2013 beschreven soorten Heteronotia atra en Heteronotia fasciolata.

## Verspreiding en habitat
De hagedissen komen endemisch voor in delen van Australië en leven in de deelstaten New South Wales, Noordelijk Territorium, Queensland, Victoria, West-Australië, Zuid-Australië. De habitat bestaat uit rotsige omgevingen, savannen en verschillende typen scrublands, graslanden en bossen.

## Beschermingsstatus
Door de internationale natuurbeschermingsorganisatie IUCN is aan alle soorten een beschermingsstatus toegewezen. De hagedissen worden beschouwd als 'veilig' (Least Concern of LC).

## Soorten
Het geslacht omvat de volgende soorten, met de auteur en het verspreidingsgebied.
| Naam                   | Auteur                                        | Verspreidingsgebied                                                                                       |
| ---------------------- | --------------------------------------------- | --- |
| Heteronotia atra       | Pepper, Doughty, Fujita, Moritz & Keogh, 2013 | Australië (West-Australië)                                                                                |
| Heteronotia binoei     | Gray, 1845                                    | Australië (New South Wales, Noordelijk Territorium, Queensland, Victoria, West-Australië, Zuid-Australië) |
| Heteronotia fasciolata | Pepper, Doughty, Fujita, Moritz & Keogh, 2013 | Australië (Noordelijk Territorium)                                                                        |
| Heteronotia planiceps  | Storr, 1989                                   | Australië (Noordelijk Territorium, West-Australië)                                                        |
| Heteronotia spelea     | Kluge, 1963                                   | Australië (West-Australië)                                                                                |